# Francesco Fulgenzio Lazzati
Francesco Fulgenzio Lazzati (Cerro Maggiore, 6 novembre 1882 – Mogadiscio, 24 maggio 1932) è stato un vescovo cattolico italiano.

## Biografia
A seguito dell'improvvisa morte di Bernardino Bigi - già vicario di Bengasi e amministratore apostolico ad tempus del vicariato di Mogadiscio - occorsa il 19 aprile 1930, da Roma, Propaganda Fide, nel mese di Agosto dello stesso anno, confermò con provvedimento retroattivo la nomina di Fulgenzio Lazzati, frate minore della provincia lombarda di San Carlo, ad amministratore apostolico del vicariato apostolico di Mogadiscio. Il 14 luglio 1931 fu eletto vescovo di Ermopoli Maggiore (Egitto) e, in seguito, il 19 ottobre 1931 fu nominato vicario apostolico con il permesso di essere ordinato in Italia dal cardinale Alfredo Ildefonso Schuster. L'ordinazione avvenne a Milano l'8 novembre 1931 nella chiesa di sant'Antonio di Padova in via Farini, alla presenza del governatore onorario Guido Corni, in rappresentanza di Maurizio Rava, e dei vescovi Pellegrino Mondaini e di Ermenegildo Luca Pasetto. Il motto episcopale scelto fu: "Laxate retia". Morì prematuramente per sospetta embolia cardiaca il 24 maggio 1932, all'antivigilia della solennità del Corpus Domini a Mogadiscio.
Le sue spoglie mortali, dapprima sepolte nella cattedrale di Mogadiscio, furono trasferite a Milano, a seguito della guerra civile in Somalia. Attualmente riposano ai piedi dell'altare di san Francesco nella chiesa di sant'Antonio in via Farini, assieme a quelle degli altri vescovi francescani Bernardino Bigi, Silvio Zocchetta e Salvatore Colombo.

## Genealogia episcopale
La genealogia episcopale è:
- Cardinale Scipione Rebiba
- Cardinale Giulio Antonio Santori
- Cardinale Girolamo Bernerio, O.P.
- Vescovo Claudio Rangoni
- Arcivescovo Wawrzyniec Gembicki
- Arcivescovo Jan Wężyk
- Vescovo Piotr Gembicki
- Vescovo Jan Gembicki
- Vescovo Bonawentura Madaliński
- Vescovo Jan Małachowski
- Arcivescovo Stanisław Szembek
- Vescovo Felicjan Konstanty Szaniawski
- Vescovo Andrzej Stanisław Załuski
- Arcivescovo Adam Ignacy Komorowski
- Arcivescovo Władysław Aleksander Łubieński
- Vescovo Andrzej Stanisław Młodziejowski
- Arcivescovo Kasper Kazimierz Cieciszowski
- Vescovo Franciszek Borgiasz Mackiewicz
- Vescovo Michał Piwnicki
- Arcivescovo Ignacy Ludwik Pawłowski
- Arcivescovo Kazimierz Roch Dmochowski
- Arcivescovo Wacław Żyliński
- Vescovo Aleksander Kazimierz Bereśniewicz
- Arcivescovo Szymon Marcin Kozłowski
- Vescovo Mečislovas Leonardas Paliulionis
- Arcivescovo Bolesław Hieronim Kłopotowski
- Arcivescovo Jerzy Józef Elizeusz Szembek
- Vescovo Stanisław Kazimierz Zdzitowiecki
- Cardinale Aleksander Kakowski
- Papa Pio XI
- Cardinale Alfredo Ildefonso Schuster, O.S.B.
- Vescovo Francesco Fulgenzio Lazzati, O.F.M.